# Stalin-Klasse
Die Stalin-Klasse war eine sowjetische Klasse von Eisbrechern. Sie waren die größten jemals gebauten dampfgetriebenen Eisbrecher.

## Aufbau
Der Bunker konnte 3000 t Kohle fassen. Die Trimmtanks fassten 1791 t Wasser. Es gab zwei Ladebäume mit einer Tragfähigkeit von 15 t, zwei elektrische Kräne mit 25 t Tragfähigkeit und vier Kräne mit 3 t für die Kohleübernahme.
Die Eisbrecher waren mit vier Rettungsbooten und mehreren Beibooten, einer großen Motorbarkasse, zwei Motorbooten, zwei Arbeitsbooten und zwei Eisbooten, ausgerüstet. Ursprünglich verfügten die beiden ersten Einheiten über drei Bordflugzeuge.
An Bord standen 126 Kajüten für je zwei bis vier Personen und mehrere Labors für die Wissenschaftler zur Verfügung.

## J. Stalin
Die J. Stalin wurde beschleunigt fertiggestellt, um den Frachteisbrecher Georgi Sedow aus dem Eis zu befreien. Sie lief am 13. September 1939 aus und konnte ihn nach zwei Anläufen im Januar 1940 aus dem Eis befreien.
Nach dem deutschen Angriff auf die Sowjetunion wurde die J. Stalin bei der Nordflotte als Hilfskreuzer mit zwei 130-mm-Geschützen, vier 76,2-mm-Flak und zwei Fla-MG eingesetzt. 1953 wurde sie in Admiral Lasarew (I) umbenannt und eine Hubschrauberplattform eingebaut. 1960 wurde sie in Sibir (I) umbenannt und auf Dieselantrieb umgerüstet. Im November 1973 ging sie zum Abbruch nach Hongkong.

## Admiral Lasarew (II)
Die Lasar Kaganowitsch lief am 29. April 1937 in Nikolaew vom Stapel. 1940 brachte sie den deutschen Hilfskreuzer Komet durch das arktische Eis zum Pazifik. Sie diente im Krieg auf dem nördlichen Seeweg und wurde durch einen Bombentreffer am 17. Januar 1942 schwer beschädigt. In den 1950er-Jahren erhielt sie eine Hubschrauberplattform. 1960 wurde sie in Admiral Lasarew (II) umbenannt.

## Admiral Makarow (I)
Die Wjatscheslaw Molotow lief am 8. August 1939 auf der Baltischen Werft »Sergej Ordjornokidse« vom Stapel, konnte jedoch bis Kriegsbeginn nicht fertiggestellt werden und wurde als schwimmende Bunkerstation verwendet. Nach dem Krieg fertiggestellt, erhielt sie 1953 den Namen Admiral Makarow (I). 1967 wurde sie in Spanien abgewrackt.

## Anastas Mikojan
Die Anastas Mikojan wurde im September 1941 als Hilfskreuzer mit fünf 130-mm-Geschützen fertiggestellt und kämpfte zunächst im Schwarzen Meer. 
Am 25. November 1941 begann sie ihre Reise durch den Bosporus über Zypern, den Suezkanal, das Kap der Guten Hoffnung, Seattle, die Beringstraße zum nördlichen Seeweg, wo sie Geleitzüge durchbrachte. Sie blieb nach Kriegsende in der Arktis eingesetzt. 1966 wurde sie außer Dienst gestellt und zum Bunkerfahrzeug umgebaut.